# Skovsgård (Jammerbugt Kommune)
 For alternative betydninger, se Skovsgård. (Se også artikler, som begynder med Skovsgård)
Skovsgård er en by i Han Herred med 786 indbyggere  (2024), beliggende 3 km vest for Brovst, 15 km øst for Fjerritslev og 18 km sydvest for kommunesædet Aabybro. Byen hører til Jammerbugt Kommune og ligger i Region Nordjylland.

## Sogne, kirker, kommuner og bydele
En sognegrænse, der stort set følger Aarupvej, går gennem byen. Den sydlige del af byen hører til Torslev Sogn. Torslev Kirke ligger i Torslev, der er den gamle landsby. Den nordlige del af Skovsgård, der opstod omkring jernbanestationen, hører til Øster Svenstrup Sogn. Øster Svenstrup Kirke ligger i den tidligere landsby Øster Svenstrup, som nu er en bydel i landevejsbyen Ny Skovsgård, der opstod nord for Skovsgård langs hovedvej 11.
I 1800-tallet var Svenstrup Sogn anneks til Torslev Sogn, altså et sogn uden egen præst. Men de to sogne var selvstændige sognekommuner, da de 1. april 1966 indgik i Brovst Kommune. Den indgik ved strukturreformen i 2007 i Jammerbugt Kommune.
Torslev og stationsbyen voksede sammen midt i 1900-tallet via landsbyen Nørre Tranders, der ligesom Torslev nu er en bydel i Skovsgård.

## Faciliteter
- Skovsgaard-Tranum Skole har på Skovsgårdskolen 231 elever, fordelt på 0.-9. klassetrin, og i Tranum-afdelingen 69 skoleelever, fordelt på 0.-6. klassetrin. Tranum har også børnehaven Uglen med 28 børn.[2]

- Skovsgård Børnehave blev oprettet i 1996 og har en gruppe for 3-4 årige og en for de ældre. Der er 9 ansatte.[3]

- Skovsgård Multihus ved siden af skolen har idrætshal, motionscenter og flere andre lokaler. Huset benyttes til fodbold, håndbold, gymnastik og badminton af byens idrætsforeninger, bl.a. Skovsgård Boldklub, der blev stiftet allerede i 1902 og fik sit første klubhus i slutningen af 1940'erne i en gammel tyskerbarak.[4]

- Skovsgård Hotel var omkring 1990 gået konkurs flere gange, men blev i 1992 reorganiseret som andelsselskab. Det drives som en socialøkonomisk virksomhed af 20 medarbejdere, der arbejder på særlige vilkår. De 280 andelshavere kan bruge hotellet som en slags forsamlingshus. Hotellet har 4 værelser samt restaurant med plads til 50 gæster, festsal med plads til 100, kursuslokale med plads til 30 og mødelokale med plads til 14. Haven benyttes til sommerkoncerter.[5]

- Skovsgård har en Dagli'Brugs.

- 3 km syd for byen ligger Kokkedal Slot, der nu drives som hotel med 20 værelser i selve slottet og 8 ferieboliger i parken. Der er restaurant med kursuslokaler.

## Historie

### Jernbanen
Nørresundby-Fjerritslev Jernbane (1897-1969) anlagde station 400 m syd for gården Sønder Skovsgård. Stationen havde et 450 meter langt overhalingsspor med stikspor til enderampe. Stationen havde i starten større trafikmængde end Brovst, og pakhuset måtte udvides allerede i 1908.
Stationsbygningen er bevaret på Poststrædet 11. Fra Poststrædet til Tranumvej i Brovst går en 1½ km lang asfaltsti på banens tracé.

### Stationsbyen
I 1901 blev Torslev, Nørre Tranders og Skovsgård beskrevet således: "Torslev med Kirke, Drenge- og Pigeskole, Privatskole, Missionshus (opf. 1898), Hospital (opr. 1740 af D. Braës til Kokkedal, med 1 Hus til 3 fattige, og 3000 Rd.), Sparekasse (opr. 11/10 1879...Antal af Konti 417), Købmandsforretninger, Trælastforretn., Andelsmejeri, Maltgøreri, Ølbryggeri, Dampbageri, Dampteglværk, Farveri, flere Haandværkere, m. m.;...Nørre-Tranders, Gde. og Huse...Stationsbyen Skovsgaard med Købmandsforretn., Bageri, Haandværkere, m. m. samt Jærnbane- og Telegrafstation og Postekspedition"
 Ifølge det høje målebordsblad fra 1800-tallet var der jordemoderhus i Nørre-Tranders. På det lave målebordsblad fra 1900-tallet er jordemoderen flyttet til Skovsgård, hvor der desuden er kommet lægebolig, elværk, afholdshotel og to missionshuse - foruden det i Torslev, hvor der desuden er kommet forsamlingshus.

## Erhverv
Skovsgård Fjerkræslagteri blev startet i 1956. I 1999 blev det slået sammen med Vinderup Fjerkræslagteri til én virksomhed med navnet Rose Poultry. To år senere købte de Padborg Fjerkræslagteri. I 2010 blev Rose Poultry opkøbt af den finske fødevarekoncern HKScan. I 2015 lukkede HKScan for slagtning, partering og udbening i Skovsgård, men pakkeriet fortsatte med ca. 50 ansatte.